# Crowmarsh
Crowmarsh ist eine Gemeinde in South Oxfordshire, Oxfordshire, England. Sie entstand 1932 durch die Zusammenlegung der Gemeinden Crowmarsh Gifford, Newnham Murren, North Stoke und Mongewell.